# HTC Magic
HTC Magic (кодовое имя HTC Sapphire) — второй смартфон HTC на базе Linux-платформы Android. Впервые продемонстрирован в середине февраля 2009 года на Mobile World Congress. T-Mobile продает этот аппарат под названием myTouch 3G.

## Продажи
Распространением HTC Magic занимается мобильный оператор Vodafone. Первые продажи начались в Испании в конце апреля 2009 года.
Заявлялось, что HTC Magic должен стать первым Android-смартфоном, официально продаваемым в России, и в начале мая россияне получили возможность оформить предварительный заказ на смартфон в официальном российском интернет-магазине HTC. Однако 27 мая 2009 года был объявлен ответ HTC, согласно которому устройство не будет продаваться в России, но стоит ожидать появления других смартфонов HTC в России летом 2009 года.